# Rubrik
En rubrik er et fagudtryk inden for journalistik og layout, der betyder overskrift. Som regel vil journalisten forsøge at finde en rubrik, der kort, objektivt og dækkende opsummerer artiklens vinkel (hovedpointe). I blødere artikler som features og opinionsstof ser man dog ofte også mere kreative løsninger.
På mange aviser er det ikke journalisten, men redaktionssekretæren, der har det endelige ansvar for rubrikken og andet udstyr. Det skyldes, at redaktionssekretæren ved, hvor meget plads der er til rubrikken i layoutet – og i øvrigt kan kigge på artiklen med friske øjne.

## Underrubrik
En underrubrik er den typografiske betegnelse for en underoverskrift, og bruges som en præcisering af overskriften. Den sammenlignes derfor nogle gange med en indledning eller bruges synonymt med manchet. – Den giver en kort intro eller uddybning af hvad det egentlig er som kommer til at stå i den følgende tekst og – eksempelvis – overskriften handlede om. 

## Mellemrubrik
En mellemrubrik er en rubrik for et underafsnit i en artikel og må ikke forveksles med en underrubrik, der er nævnt ovenfor.
Mellemrubrikken adskiller sig grafisk fra brødteksten. Medierne har sædvanligvis retningslinjer for brugen af dem. I en designmanual kan fx stå, at mellemrubrikken højst må fylde én linje.
En god mellemrubrik er – som rubrikken – både "æggende og dækkende". Det vil sige, at den skal være fængende og samtidig indfange essensen af teksten. Mellemrubrikken kan blot være et enkelt ord.
Mellemrubrikken har flere formål:
- Æstetik. Store blokke af brødtekst bliver brudt op og giver et pænere layout.
- Motivation. Læserne foretrækker langt at læse en kort tekst.
- Fristelse. En fængende mellemrubrik kan fange læserens øje og lokke dem til at læse hele teksten.